# 卡爾斯巴德 (新墨西哥州)
卡尔斯巴德（Carlsbad）是美国新墨西哥州东南部的一座城市，埃迪县县治。 根据2020年人口统计，城市人口 32,238人。 卡尔斯巴德位于62号美国国道/180号美国国道和285号美国国道的交汇处，是卡尔斯巴德-阿蒂西亚都市统计区的主要城市，总人口 55,435人。卡尔斯巴德横跨佩科斯河，位于瓜达洛普山脉的东部边缘。
卡尔斯巴德是钾盐开采、石油生产和旅游业的中心。卡尔斯巴德洞窟国家公园位于该市西南20英里（32），瓜达洛普山国家公园位于西南54英里（87），横跨德克萨斯州边界。林肯国家森林位于该市西北。
卡尔斯巴德得名于波希米亚世界闻名的温泉城市卡尔斯巴德。

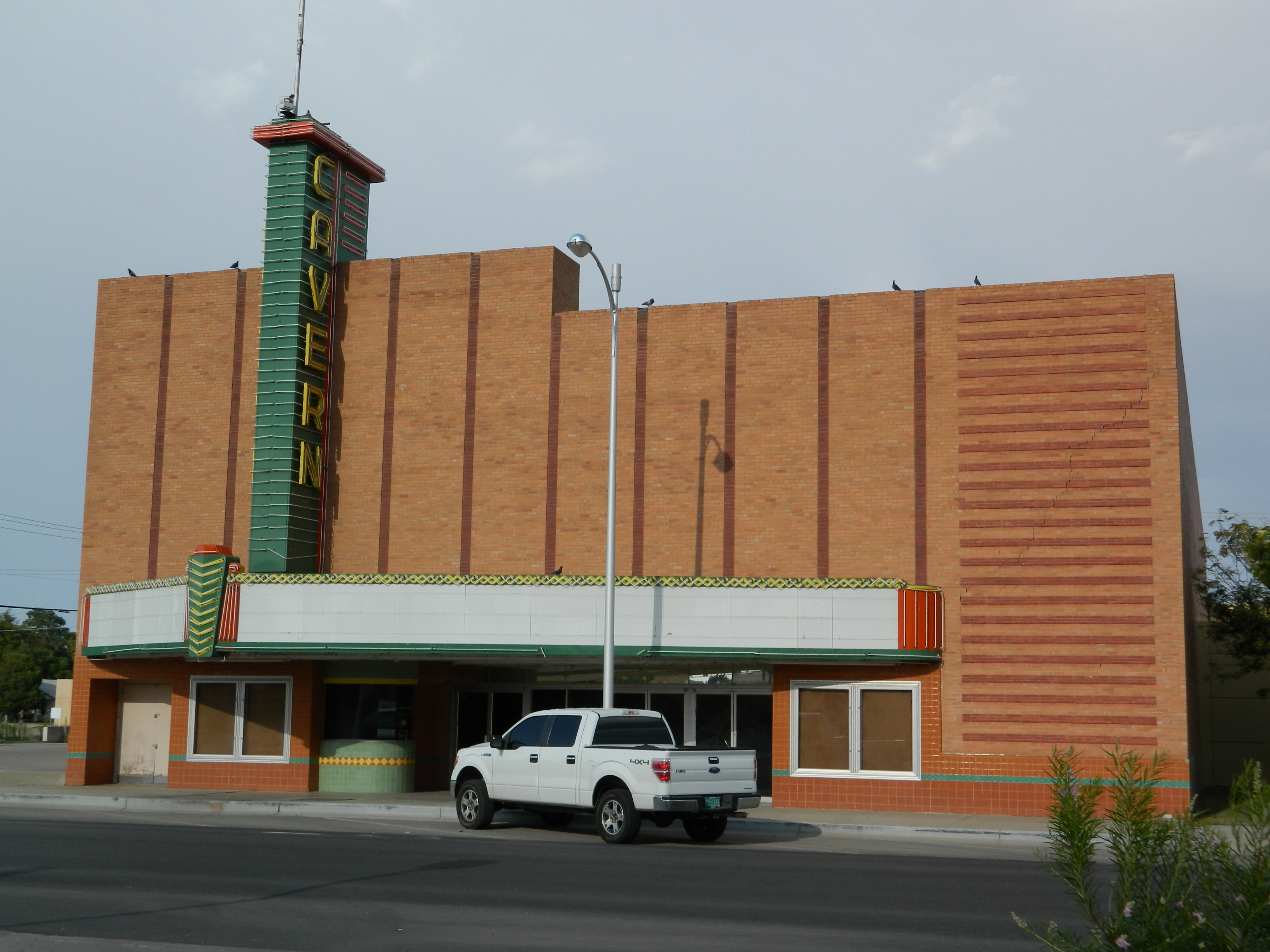
洞穴剧场
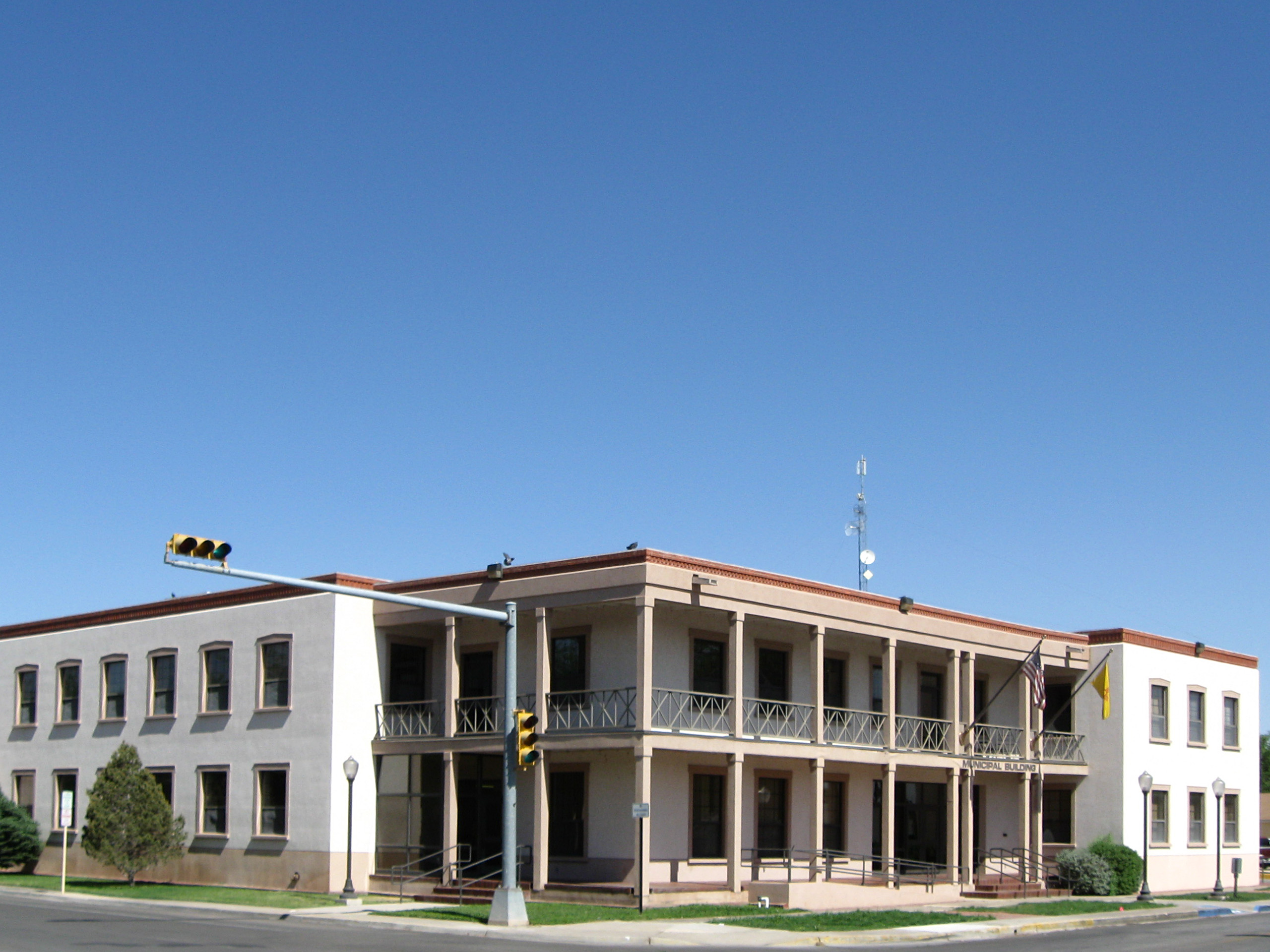
市政大厦
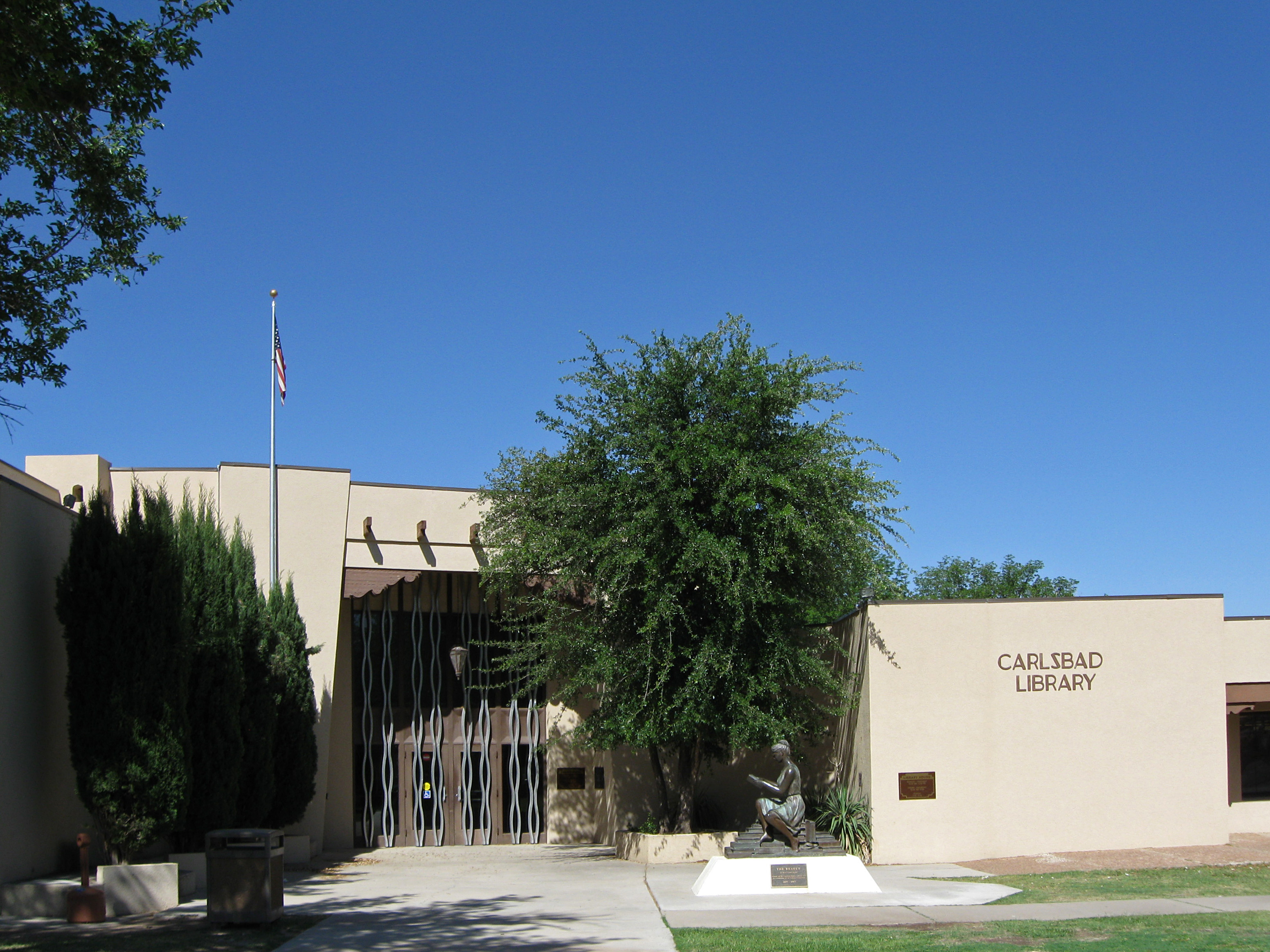
图书馆
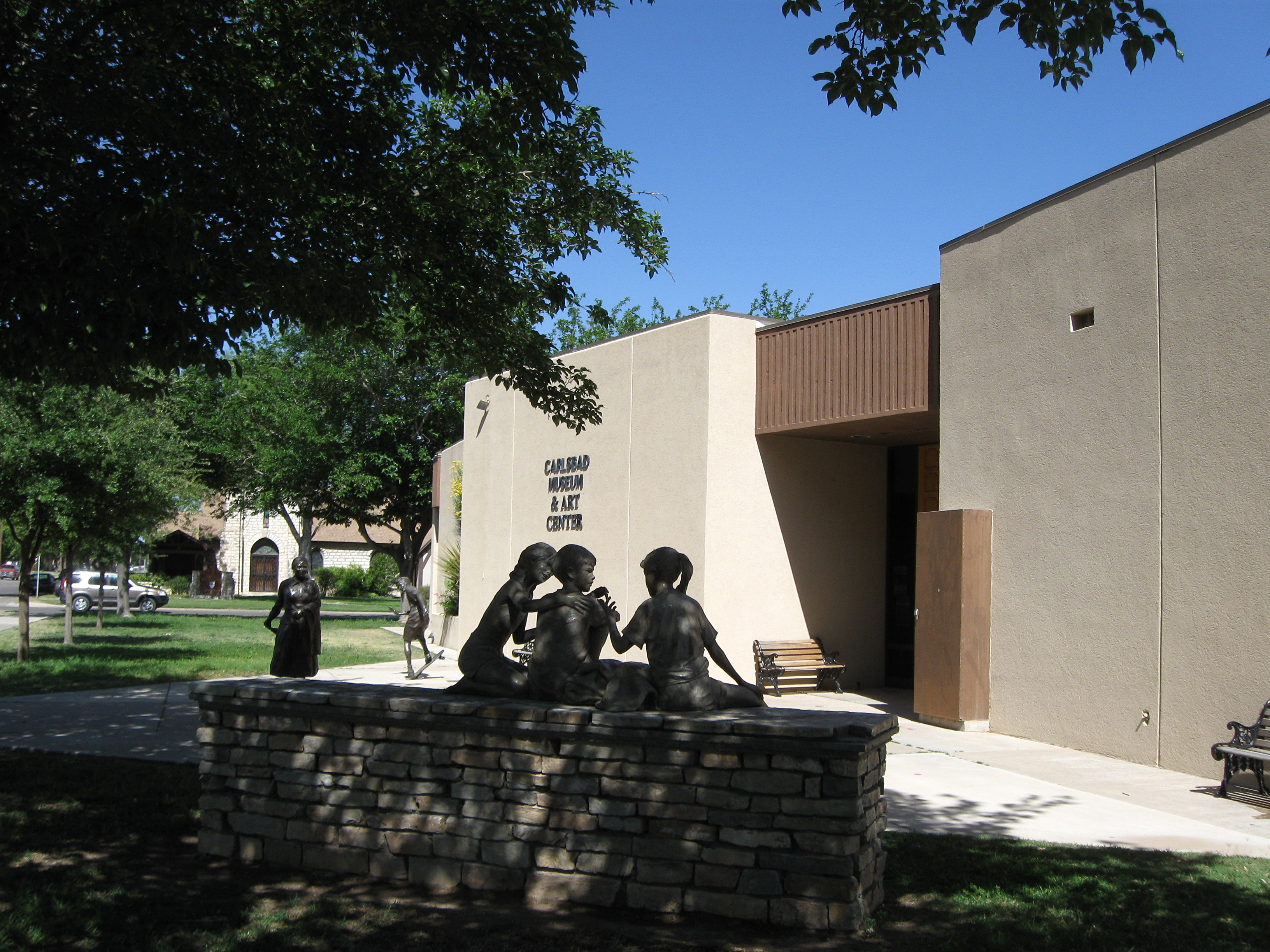
博物馆